# إدغار بيرنهاردت
إدغار بيرنهاردت (بالألمانية: Edgar Bernhardt)‏ (30 مارس 1986 في قيرغيزستان - ) هو لاعب كرة قدم ألماني في مركز الوسط. شارك مع منتخب قيرغيزستان لكرة القدم. أما مع النوادي، فقد لعب مع نادي العروبة ونادي إيمن ونادي فآسا ونادي كراكوفيا ونادي لاهتي وويدزي لودز ونادي أوسنابروك وEintracht Braunschweig II ‏ ونادي فوبرتال الرياضي وPT Prachuap F.C. ‏ وFF Jaro ‏.

## وصلات خارجية
- إدغار بيرنهاردت على موقع الاتحاد الدولي (مؤرشف)  (الإنجليزية)
- إدغار بيرنهاردت على موقع قاعدة بيانات كرة القدم.إي يو (الإنجليزية)
- إدغار بيرنهاردت على موقع بيانات كرة القدم. دي إي (الألمانية)
- إدغار بيرنهاردت على موقع ناشيونال فوتبول تيمز (الإنجليزية)
- إدغار بيرنهاردت على موقع Soccerway.com (الإنجليزية)
- إدغار بيرنهاردت على موقع عالم كرة القدم.نت (الإنجليزية)